# Тиранчик-короткодзьоб північний
Тира́нчик-короткодзьо́б північний (Sublegatus arenarum) — вид горобцеподібних птахів родини тиранових (Tyrannidae). Мешкає в Центральній і Південній Америці та на Карибах.

## Опис
Довжина птаха становить 14 см, вага 13,5 г. Верхня частина тіла сірувато-коричнева, крила бурі з нечіткими сірувато-охристими смужками. Через очі проходять темні смужки. На голові невеликий чуб. Горло і груди світло-сірі, живіт і гузка жовті. Дзьоб чорний, знизу біля основи тілесного кольору. Лапи чорні.

## Підвиди
Виділяють шість підвидів:

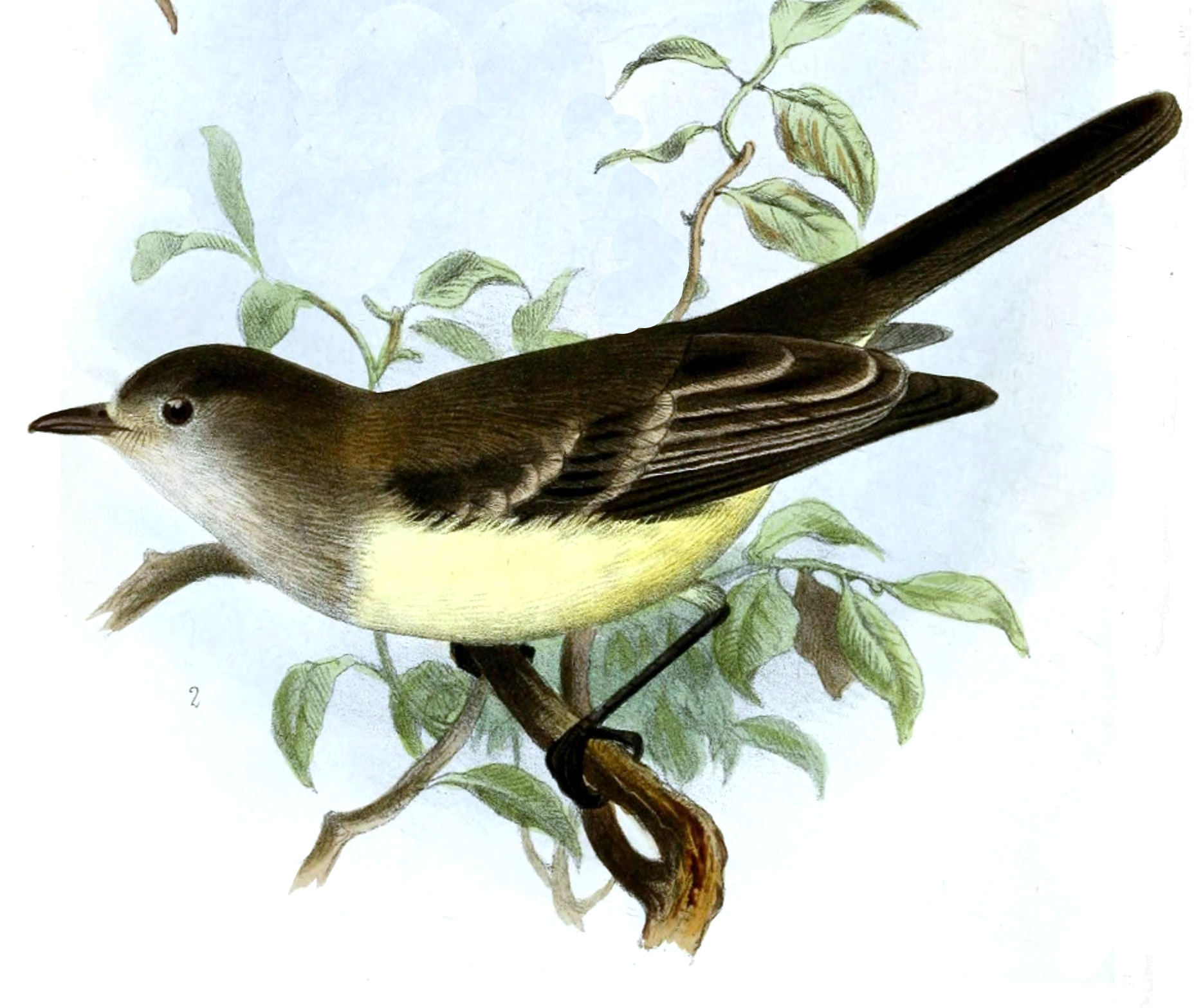
Північний тиранчик-короткодзьоб

- S. a. arenarum (Salvin, 1863) — тихоокеанське узбережжя Коста-Рики і Панами;
- S. a. atrirostris (Lawrence, 1871) — Перлові острови[en] (Панамська затока), північна Колумбія;
- S. a. glaber Sclater, PL & Salvin, 1868 — північна Венесуела і сусідні острови, північна Гвіана, острів Тринідад;
- S. a. tortugensis Phelps & Phelps Jr, 1946 — острів Ла-Тортуга[en];
- S. a. pallens Zimmer, JT, 1941 — острів Кюрасао;
- S. a. orinocensis Zimmer, JT, 1941 — басейн річки Оріноко в Колумбії і Венесуелі.

## Поширення і екологія
Північні тиранчики-короткодзьоби мешкають в Коста-Риці, Панамі, Колумбії, Венесуелі, Гаяні, Французькій Гвіані, Суринамі, а також на Тринідаді і Тобаго та на Підвітряних островах. Вони живуть в сухих тропічних лісах і чагарникових заростях та в мангрових лісах. Зустрічаються переважно на висоті до 600 м над рівнем моря. Живляться комахами, яких шукають серед рослинності або ловлять в польоті, а також плодами. Гніздо невелике, чашоподібне, зроблене з корінців, вусиків рослин, листя і павутиння, прікріплюється до гілочки або черешка на дереві, на висоті від 6 до 10 м над землею. В кладці 2 білих яйця, поцяткованих коричневими або фіолетовими плямками.